# Localidades na Austrália com um nome inglês
Esta é uma lista de nomes de lugares da Austrália, que originalmente foram nomes de lugares na Inglaterra e posteriormente aplicados na Austrália por exploradores e emigrantes ingleses.

## Nova Gales do Sul
- Albury
- Barham
- Barnes
- Belford
- Bexhill
- Blackheath
- Blackwall
- Bookham
- Branxton
- Brocklesby
- Caldwell
- Camberwell
- Camden Park
- Clarendon
- Clifton
- Coledale
- Dalton
- Darlington
- Euston
- Exeter
- Frampton
- Gosford
- Grafton
- Hanwood
- Harefield
- Ilford
- Kendall
- Manchester Square
- Milton
- Newcastle
- New England
- Osborne
- Otford
- Oxley
- Penrose
- Richmond
- Rosedale
- Tottenham
- Wellington
- Windsor

## Queensland
- Amberly[1]
- Blackwall
- Croydon
- Dunwich
- Edmonton
- Hungerford
- Ingham
- Inglewood
- Ipswich
- Kenilworth
- Milton
- Northumberland Islands
- Oxley
- Parkwood
- Redcliffe
- Redcliffe City
- Richmond
- Rockhampton
- Rolleston
- Rothwell
- Scarborough
- Southport
- Warwick
- Westwood
- Winton
- Woodford

## Austrália Meridional
- Brinkworth
- Burton
- Clarendon
- Clayton
- Copley
- Darlington
- Dutton
- Glossop
- Hammond
- Littlehampton
- Loxton
- Lyndhurst
- Mount Pleasant
- Peterborough
- Redhill
- Saddleworth
- Spalding
- Stockwell
- Wellington
- Woodside

## Tasmânia
- Beaconsfield
- Bellingham
- Bishopsbourne
- Blackwall
- Brighton
- Deddington
- Devonport
- Kempton
- Kettering
- Launceston
- New Norfolk
- Orford
- Richmond
- Sheffield
- Somerset
- Westbury

## Victoria
- Addington
- Ascot
- Charlton
- Dartmoor
- Dartmouth
- Doncaster
- Everton
- Exford
- Harrow
- Heywood
- Horsham
- Inglewood
- London Arch
- Macclesfield
- Melbourne
- Merton
- Newham
- Oxley
- Peterborough
- Rochester
- Rosedale
- Stratford
- Woodside

## Austrália Ocidental
- Bunbury
- Boddington
- Darlington
- Denham
- Exmouth
- Highbury
- Northampton
- Parkwood
- Redcliffe
- Spalding